# Carl-Christian Dressel
Carl-Christian Dressel (* 24. Juli 1970 in Coburg) ist ein deutscher Politiker (SPD) und Ministerialbeamter. Er war von 2005 bis 2009 Mitglied des Deutschen Bundestages.

## Leben und Beruf
Carl-Christian Dressel, aufgewachsen in Coburg und Kronach, legte 1989 am Gymnasium Casimirianum in Coburg das Abitur mit dem Durchschnitt von 1,0 ab und absolvierte anschließend ein Studium der Rechtswissenschaft an der Universität Bayreuth, welches er 1993 mit dem Ersten juristischen Staatsexamen beendete. Nach Ableistung des Referendariats bestand er 1995 auch das zweite Staatsexamen. 2003 wurde er mit der Arbeit Die Entwicklung von Verfassung und Verwaltung in Sachsen-Coburg 1800–1826 im Vergleich an der Universität Bayreuth bei Peter Häberle zum Dr. jur. promoviert.
Von 1999 bis 2002 war Dressel Richter am Verwaltungsgericht Bayreuth. Anschließend leitete er die Abteilungen  „Sicherheit und Ordnung“ und „Verbraucherschutz“ am Landratsamt Forchheim. 2004 wechselte er als Hochschullehrer mit dem Tätigkeitsbereich Staatslehre, Staats- und Verfassungsrecht, Recht der öffentlichen Sicherheit und Ordnung, Verwaltungsprozessrecht und Öffentliches Baurecht an die Fachhochschule für öffentliche Verwaltung und Rechtspflege in Bayern in Hof, wohin er nach seiner Zeit im Deutschen Bundestag (2005 bis 2009) zurückkehrte. 2012 wechselte er als Referatsleiter in das Justizministerium des Freistaats Thüringen.
Carl-Christian Dressel ist verheiratet und hat einen Sohn.

## Politik
Dressel ist seit 1985 Mitglied der SPD.  
Von 1996 bis 2014 war er Mitglied des Stadtrats der Stadt Coburg. 
Er gehörte von 2003 bis 2007 dem geschäftsführenden Vorstand des SPD-Bezirksverbands Oberfranken sowie dem SPD-Landesvorstand in Bayern an. Von 2004 bis 2013 war er Vorsitzender des SPD-Unterbezirks Coburg/Kronach, seit 2007 ist er stellvertretender Vorsitzender des SPD-Bezirksverbands Oberfranken.
Von 2005 bis 2009 war Dressel Mitglied des Deutschen Bundestages und dort stellvertretender Vorsitzender des Ausschusses für Wahlprüfung, Immunität und Geschäftsordnung. Außerdem war er Mitglied des Rechtsausschusses und stellvertretendes Mitglied des Innenausschusses. Von 2006 bis 2009 war er stellvertretender Vorsitzender der Deutsch-Brasilianischen Parlamentariergruppe.
Im Verfahren vor dem Bundesverfassungsgericht (Az. 2 BvC 3/07 und 2 BvC 4/07) zur Wahlprüfungsbeschwerde gegen den Einsatz elektronischer Wahlgeräte vertrat Dressel als Vertreter des Bundestags die Position, dass der Einsatz von Wahlgeräten weiterhin ermöglicht werden solle, da sie dazu beitrügen, dass sich der Wählerwille exakt im Wahlergebnis niederschlagen könne, und die Kommunen nicht unerhebliche Investitionen getätigt hätten. Seiner Ansicht nach werden Wahlmanipulationen schon dadurch ausreichend verhindert, dass sie strafbar sind.
Carl-Christian Dressel war über die Landesliste Bayern in den Bundestag eingezogen. Sein Wahlkreis war Coburg. Im September 2012 war er zum dritten Mal als Direktkandidat für das Bundestagsmandat nominiert worden. Auf der BayernSPD-Landesliste zur Wahl zum 18. Deutschen Bundestag wurde er Anfang Dezember 2012 auf den 39. Platz gewählt. Damit waren seine Chancen auf einen erneuten Einzug in den Bundestag sehr gering. Nachdem Dressel im Februar 2013 kundtat, bei einer Nichtwahl alle Parteiämter abzugeben, führte die folgende parteiinterne Kritik Anfang März zu seinem Rückzug als SPD-Bundestagskandidat sowie zu seinem Rücktritt als Vorsitzender des SPD-Unterbezirks Coburg/Kronach.
Seit 2014 ist er Vorstandsmitglied im SPD-Kreisverband Erfurt.

## Sonstige Tätigkeiten
Von 1997 bis 2002 war Dressel Vorsitzender von Mensa in Deutschland e. V. Seit 2003 ist er Vorsitzender des Coburger Sozialdienstes e. V. Von 2007 bis 2009 war er Vorsitzender der Arbeitsgemeinschaft Demokratischer Bildungswerke e. V. und von 2012 bis 2014 des Vereins Hartz und Herzlich e. V. 

## Veröffentlichungen
- Anmerkungen zur Justiz in Coburg von der Errichtung des Landgerichts Coburg bis zur Entnazifizierung. In: Jahrbuch der Coburger Landesstiftung 1997, Coburg 1997, ISSN 0084-8808.
- Die Entwicklung von Verfassung und Verwaltung in Sachsen-Coburg 1800–1826 im Vergleich (= Schriften zur Verfassungsgeschichte. Bd. 79). Duncker & Humblot Berlin 2007, ISBN 978-3-428-12003-1.
- mit Thomas Poschmann (Hrsg.): Die Verfassung des Freistaates Thüringen. Kommentar, 2 Bände, Berliner Wissenschafts-Verlag, Stuttgart 2024, ISBN 978-3-8305-5551-3.